# کو آدریانسه
کو آدریانسه (هلندی: Co Adriaanse؛ زادهٔ ۲۱ ژوئیهٔ ۱۹۴۷) یک مربی فوتبال اهل هلند است.

## باشگاهی
از باشگاه‌هایی که در آن بازی کرده‌است، می‌توان به اوترخت اشاره کرد.